# キャロル・バーツ
キャロル・アン・バーツ（Carol Ann Bartz, 1948年8月29日 - ）は、Yahoo!の元社長兼最高経営責任者（CEO）。

## 来歴
ミネソタ州ウィノナ生まれ。8歳のときに母を亡くす。12歳のときに祖母に引き取られ、ウィスコンシン州の酪農場で育てられた。高校時代は数学を愛好。ウィスコンシン大学マディソン校に入学し、1971年に計算機科学の学士号を取得。在学時はバーのホステスの仕事をして自活した。
大学卒業後、1976年3Mに就職するが、女性であることを理由に本社への転勤の要請が断られたため退社する。その後ディジタル・イクイップメント・コーポレーションを経て、1983年創業して間もないサン・マイクロシステムズに入社。当時のCEOスコット・マクネリに次ぐ第2位の役員にまで登りつめた。
1992年4月にオートデスクのCEOに就任。就任直後に乳癌と診断されるが克服し職場に復帰する。同社の純収入を2億8500万ドルから15億2300万ドルにまで増大させ、『フォーブス』誌に「オートデスクを目的のないPCソフトウェアメーカーから、建築家や建築業者向けのCADソフトウェア業界のリーダーへと変革させた」と言われた。2006年5月にCEOを退任。
2009年1月にYahoo!のCEO、4月社長に選任された。新しい経営方針を打ち出したがいずれも不発に終わり、2011年9月解任・更迭された。
シスコシステムズの取締役も務める。ブッシュ政権の大統領科学技術諮問委員会委員も務めた。